# Война за флагшток
Война за флагшток (англ. Flagstaff War) или Восстание Хоне Хеке — военный конфликт, шедший с 11 марта 1845 по 11 января 1846 в Заливе Островов, Новая Зеландия, между британскими поселенцами в Новой Зеландии и коренными жителями маори. 
Недовольство маори росло после подписания договора Вайтанги. Столица новой колонии была перенесена с Oкиато в Окленд с соответствующей потерей доходов на водные ресурсы залива Бей. Введение таможенных пошлин, запрет на вырубку деревьев каури и государственный контроль на продажу земли  — все это способствовало экономической депрессии для маори. Кроме того, маори стало ясно, что англичане считали коренное население Новой Зеландии своими подданными, хотя договор обещал равноправное партнёрство.
Наиболее ярким событием войны стали действия вождя Хоне Хеке, который срубил флагшток на Флаговом Холме в Корорарека, ныне Рассел, тем самым бросив вызов британской короне.
В ходе войны состоялся ряд сражений:
- сожжение селения Корорарека (ныне Рассел) — 11 марта 1845
- сожжение Помаре Па — 30 апреля 1845
- нападение на Пукетуку Па — 8 мая 1845
- сожжение Капотаи Па — 15 мая 1845
- сражение у Те Ахуаху — 12 июня 1845
- сражение у Охаэваи — 23 июня 1845 по 10 июля 1845
- осада Руапекапека Па — с 27 декабря 1845 по 11 января 1846